# مته آدانیر
مته آدانیر (انگلیسی: Mete Adanır; ۱۴ نوامبر ۱۹۶۱ – ۲۰ ژانویهٔ ۱۹۸۹) بازیکن فوتبال اهل ترکیه بود که در پست مهاجم برای باشگاه‌های انگلیس و ترکیه بازی کرده است.
اتوبوس تیم صامسون‌اسپور در ۲۰ ژانویه ۱۹۸۹ در حوضه در مسیر مسابقه در ملطیه دچار سانحه رانندگی شد و مربی تیم، پنج بازیکن از جمله آدانیر و راننده اتوبوس بلافاصله کشته شدند.